# 4-甲基-α-乙基色胺
4-甲基-α-乙基色胺( 4-Me-αET ) 是一种被公認的色胺類兴奋剂、迷幻剂和感性劑药物。它是一种狡詐家药物，作为“研究用化学品”在网上销售。

## 合法性
4-甲基-α-乙基色胺在新加坡是非法的。